# Магенис, Эллен
Рут Эллен Магенис (24 сентября 1925—4 февраля 2014) — американский педиатр, медицинский генетик и цитогенетик. 

## Биография
Она родилась в Гэри в штате Индиана. В 1947 году вышла замуж за Др. Томаса Магениса  (1918—1983) и взяла фамилию мужа.
В 1948 году получила степень бакалавра зоологии в Университете Индианы в Блумингтоне, затем  в 1952 году степень доктора медицины в Медицинской школе Университета Индианы в Индианаполисе. Ей потребовался перерыв в 13 лет, чтобы воспитать своих 6-х детей, после чего она смогла продолжить образование. Затем в 1965–1966 она вернулась к работе в области педиатрии и медицинской генетики  под руководством Фредерика Хехта в Медицинской школе Орегонского университета, ныне называемой Орегонским университетом здоровья и науки (OHSU) в Портленде, где доктор Магенис впоследствии завершила свою ординатуру по педиатрии, а затем получила докторскую степень в области медицинской генетики.
Первый крупный исследовательский проект Магенис был посвящён наследуемому ломкому сайту на длинном (q) плече 16-й хромосомы человека. Она проследила этот ломкий сайт 16q в семье из нескольких поколений и вместе с Хехтом и Эвереттом Ловриеном связала хрупкий сайт 16q с геном гаптоглобина. Картирование гена гаптоглобина на 16q было лишь вторым случаем, когда положение человеческого гена был указано на конкретной аутосоме.
Магенис поступила на факультет OHSU в качестве доцента, а затем стал профессором педиатрии, молекулярной и медицинской генетики. Она являлась директором цитогенетической лаборатории и хромосомной клиники в Центре развития и реабилитации детей при OHSU. Её особый интерес по-прежнему заключался в картировании хромосом человека.
В  1986 году вместе с Энн М. Смит она описала синдром, который возникает из-за делеции или мутации в коротком (p) плече 17-й хромосомы человека и иногда называется синдромом 17p, но гораздо шире он известен под названием синдром Смит-Магенис.
Она защищала интересы пациентов и их семей, работая в советах PRISMS (Национальной ассоциации больных с синдромом Смит-Магенис), Ассоциации  больных с синдромом Ангельмана, Ассоциации больных с синдромом Прадера-Вилли, Консультативной группы проекта Прадера-Вилли округа Малтнома и Группы поддержки родителей больных с синдромом Прадера-Вилли в Орегоне.
Магенис скончалась 4 февраля 2014 года после продолжительной болезни.

## Семья
Семейная жизнь: у Эллен Магенис было 7 детей: Шеннон Магенис, Катрин Магенис, Кевин Магенис, Брайан Магенис, Шон Магенис, Тим Магенис и Хит Магенис. Её первый ребенок Хит Магенис погиб в двухлетнем возрасте, утонув  в озере.